# Riu Haro
Haro és un riu del Pakistan al Panjab (Pakistan). Es forma per la unió de dos rius menors, el Dhund, que neix a les muntanyes Murree, i el Karral que s'inicia al puig Mochpuri. La part alta és una estreta vall però després arriba a la plana i s'utilitza per al reg dels camps. Té un curs d'uns 145 km fins que desaigua a l'Indus a 33° 46′ N, 72° 17′ E / 33.767°N,72.283°E a uns 20 km al sud d'Attock. No és navegable; quan creix a l'època de pluges a vegades es desborda, però quan no hi ha pluges hi ha anys que s'asseca per l'aprofitament per al reg de la poca aigua que baixa.